# Nippon Professional Baseball 1959
La stagione 1959 della Nippon Professional Baseball (NPB) è iniziata il 11 aprile ed è terminata il 29 ottobre 1959.
Le Japan Series sono state vinte per la prima volta nella loro storia dai Nankai Hawks, che si sono imposti sugli Yomiuri Giants per 4 partite a 0.

## Regular season
| Squadra            | Games | Vittorie | Sconfitte | Tie | Perc. | Diff. |
| ------------------ | ----- | -------- | --------- | --- | ----- | ----- |
| Yomiuri Giants     | 130   | 77       | 48        | 5   | .612  | —     |
| Osaka Tigers       | 130   | 62       | 59        | 9   | .512  | 13.0  |
| Chunichi Dragons   | 130   | 64       | 61        | 5   | .512  | 13.0  |
| Kokutetsu Swallows | 130   | 63       | 65        | 2   | .492  | 15.5  |
| Hiroshima Carp     | 130   | 59       | 64        | 7   | .481  | 17.0  |
| Taiyo Whales       | 130   | 49       | 77        | 4   | .392  | 28.5  |

| Squadra            | Games | Vittorie | Sconfitte | Tie | Perc. | Diff. |
| ------------------ | ----- | -------- | --------- | --- | ----- | ----- |
| Nankai Hawks       | 134   | 88       | 42        | 4   | .677  | —     |
| Daimai Orions      | 136   | 82       | 48        | 6   | .631  | 6.0   |
| Toei Flyers        | 135   | 67       | 63        | 5   | .515  | 21.0  |
| Nishitetsu Lions   | 144   | 66       | 64        | 14  | .508  | 22.0  |
| Hankyu Braves      | 134   | 48       | 82        | 4   | .369  | 40.0  |
| Kintetsu Buffaloes | 133   | 39       | 91        | 3   | .300  | 49.0  |

## Premi
- Miglior giocatore della Stagione

|    | Giocatore       | Squadra        |
| -- | --------------- | -------------- |
| CL | Motoshi Fujita  | Yomiuri Giants |
| PL | Tadashi Sugiura | Nankai Hawks   |

- Rookie dell'anno

|    | Giocatore      | Squadra      |
| -- | -------------- | ------------ |
| CL | Takeshi Kuwata | Taiyo Whales |
| PL | Isao Harimoto  | Toei Flyers  |

- Miglior giocatore delle Japan Series

| Giocatore       | Squadra      |
| --------------- | ------------ |
| Tadashi Sugiura | Nankai Hawks |

| Posizioni  | Giocatore         | Squadra          |
| ---------- | ----------------- | ---------------- |
| Lanciatore | Motoshi Fujita    | Yomiuri Giants   |
| Ricevitore | Shigeru Fujio     | Yomiuri Giants   |
| 1a base    | Katsumi Fujimoto  | Osaka Tigers     |
| 2a base    | Masataka Tsuchiya | Yomiuri Giants   |
| 3a base    | Shigeo Nagashima  | Yomiuri Giants   |
| Interbase  | Yoshio Yoshida    | Osaka Tigers     |
| Esterno    | Toru Mori         | Chunichi Dragons |
| Esterno    | Kazuhiko Sakazaki | Yomiuri Giants   |
| Esterno    | Akira Owada       | Hiroshima Carp   |

| Posizioni  | Giocatore         | Squadra          |
| ---------- | ----------------- | ---------------- |
| Lanciatore | Tadashi Sugiura   | Nankai Hawks     |
| Ricevitore | Katsuya Nomura    | Nankai Hawks     |
| 1a base    | Kihachi Enomoto   | Daimai Orions    |
| 2a base    | Isami Okamoto     | Nankai Hawks     |
| 3a base    | Takao Katsuragi   | Daimai Orions    |
| Interbase  | Yasumitsu Toyoda  | Nishitetsu Lions |
| Esterno    | Seiji Sekiguchi   | Nishitetsu Lions |
| Esterno    | Kohei Sugiyama    | Nankai Hawks     |
| Esterno    | Teruyuki Takakura | Nishitetsu Lions |